# Stadion Miejski w Izoli
Stadion Miejski w Izoli (słoweń. Mestni Stadion Izola) – stadion piłkarski w Izoli, w Słowenii. Został otwarty w 1964 roku. Jego pojemność wynosi 6729 widzów, z czego 5729 to miejsca siedzące. Na stadionie swoje spotkania rozgrywa drużyna MNK Izola.
W 1974 roku wybudowana została pierwsza trybuna po stronie wschodniej. W latach 1988–1989 naprzeciwko niej, po stronie zachodniej stanęła kolejna trybuna. Po uzyskaniu przez Słowenię niepodległości będący wówczas gospodarzem obiektu klub NK Izola występował w słoweńskiej pierwszej lidze, w pierwszym sezonie kwalifikując się nawet do rozgrywek Pucharu UEFA, gdzie odpadł w pierwszej rundzie z Benfiką Lizbona. Na początku lat 90. XX wieku powstała również nowa trybuna po stronie wschodniej, której wysoki koszt budowy doprowadził jednak do upadku klubu NK Izola.